# Mongoloid nagyrassz

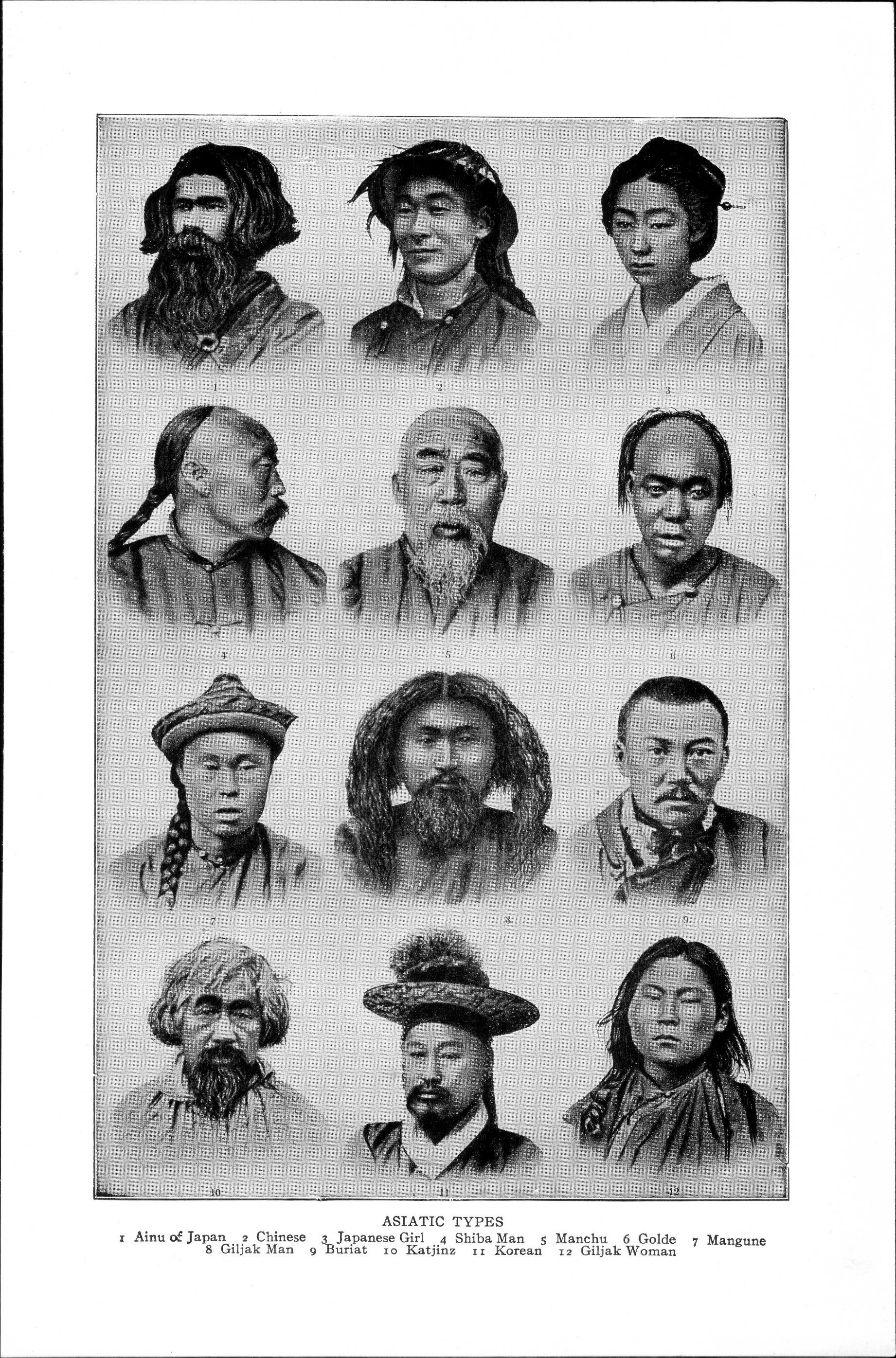
Kelet-Ázsiából származó különböző populációk, 1941

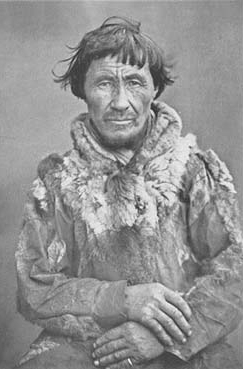
Egy számi-férfi, 1884.

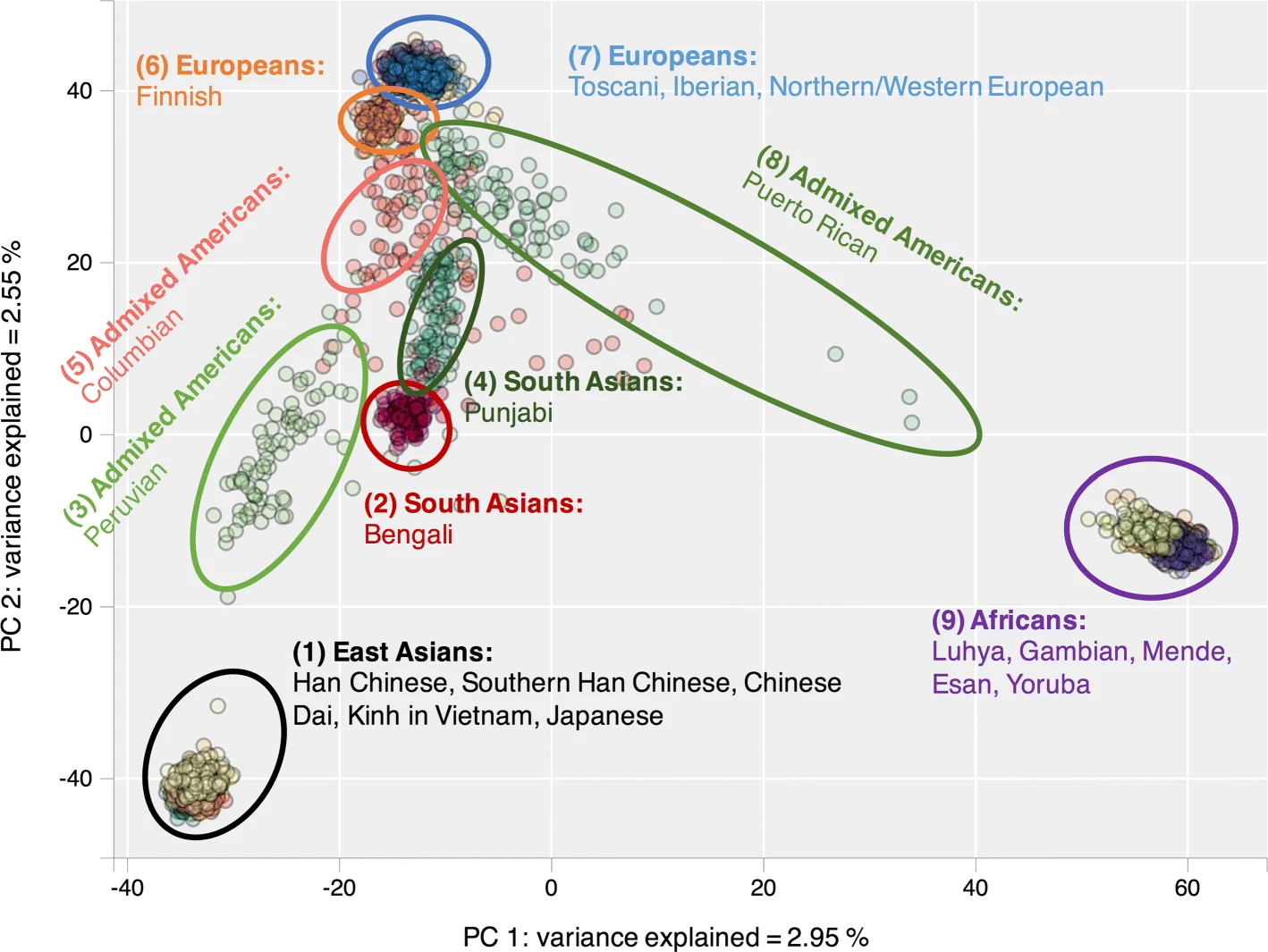
Genetikai távolságok különböző embercsoportok között

A mongoloid nagyrassz  az emberiség egyik rassza, tagjainak többsége Ázsiában él. A mongoloid populációk genetikailag elkülönülnek az afrikaiaktól vagy európaiaktól. A legújabb genetikai vizsgálatok alátámasztják az emberek multiregionális eredetelméletét, és arra utalnak, hogy a mongoloid populációk Dél-Kínából származnak.  Az ázsiai mongoloid populációk  genetikailag jóval közelebb állnak az afrikai feketékhez (negroid), mint a fehér populációkhoz (kaukázusi).

## Elterjedési terület
Ázsia keleti részén a mongoloid nagyrassz dominál. Terjeszkedése folyamatos volt, több ezer évbe telt.
Az amerikai kontinens őslakói - indiánok, eszkimók - is a mongoloid nagyrassz képviselői, de ha egyre délebbre megyünk Amerika területén, akkor egyre gyengébbek a mongoloid jellegek rajtuk.

## Testi jellegek
A szemhéjon ún. mongolredő található.
Testmagasság általában alacsony vagy közepes. A férfiak átlagmagassága 158-168 cm között van. A testalkat kissé esetlennek tűnő, melynek oka az, hogy a törzs viszonylag hosszú és a végtagok aránylag rövidek. A kézfej és a lábfej kicsi. A hát egyenes, a lumbális görbület kismértékű. A nagyrassz legalacsonyabb képviselői Japánban élnek, a legmagasabbak pedig Észak-Kínában.
A fej általában rövid vagy közepesen rövid, mely általában széles és alacsony. Észak-Kínában a fej mérsékelten hosszú, Dél-Kínában pedig rövid. A koreaiak és a japánok általában rövid fejűek (brachykephalok), nagyszirtjük meredek, koponyaboltozatuk mérsékelten magas.
A mongoloid alrasszok nagy részénél a metszőfogak és a szemfogak az örlőfogakhoz képest nagyok. A felső metszőfogak alakja általában lapos. A két fogsor kissé élőre álló. Az arc laposnak tűnik az erős járomíveknek köszönhetően, de a leglaposabb arcúak Szibériában élnek. Ahogy egyre délebbre megyünk, egyre gyengébb az arc lapossága.
A bőrszín halványsárga vagy barnássárga árnyalatú, enyhén pigmentált, régiónként csak kicsit különbözik. A bőr felszíne szinte kivétel nélkül meglehetősen sima, tiszta, bőrhibáktól jórészt mentes, a ráncosodás későn indul meg. A haj fekete vagy kékesfekete, fényes, sűrű, erős, egyenes lefutású, csak kivételesen hullámos; gyakran meglehetősen hosszúra is megnőhet. A kopaszság a férfiaknál is ritka, az őszülés későn következik be mindkét nemnél. A testszőrzet gyenge, a férfiak bajusza és szakálla viszonylag későn nő ki és ritka marad. A szemöldök karakteres vonalú és sötét, a szempillák hosszúak és erős szálúak.
Egyes fekete-afrikai, dél-ázsiai és amerikai indián népcsoportokhoz hasonlóan gyermekkorban gyakran jelenik meg az un. mongolfolt.

## Alrasszok

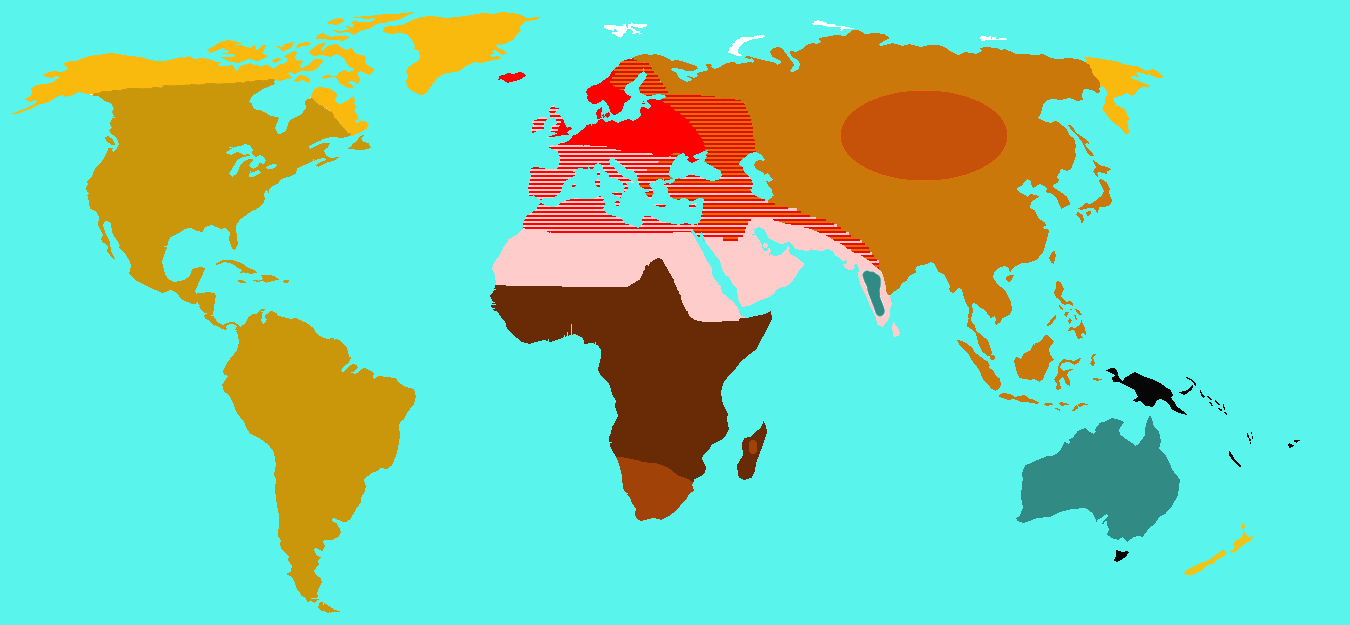
Huxley térképe az őslakós nagyrasszokról (On the Geographical Distribution of the Chief Modifications of Mankind, 1870)
Mongoloid A
Mongoloid B
Mongoloid C

### Szinid rassz
Megtalálható Tibet keleti részén, Laoszban, Kambodzsában, Vietnámban, de még Malajziában és az Indonéz-szigetvilágban is. A kifejezett mongoloid vonások enyhébbek. A törzs karcsúbb, a végtagok hosszúak. Koponya hossza lehet rövid vagy hosszú is. Az arc közepesen keskeny. A mongolredő nem olyan erős. A szemek egymástól távol ülők. Az orr középszéles, enyhén kiálló. A bőre világos barnássárga vagy fehéresbarna lehet. A szemszín sötét, a haj egyenes és fekete.

### Szaljáni rassz
Legtipikusabb a Góbi-sivatag északi peremvidékénél. Termete alacsony vagy kisközepes, a végtagok rövidek, a test esetlen. Koponyája igen rövid, nemritkán 89-es értéket mutató. A fej nagy és széles. A homlok alacsony. Az arc széles és lapos. Rövid, lapos orrcsontja, széles orrgyöke van, az orrhát alacsony, bár az orr középszéles és kismértékben konkáv, de lehet egyenes is. Magas szélű, lekerekített, vízszintes, előreálló szemgödrei vannak. A szemrés keskeny és egyenes. Magasan a szemek fölött helyezkedik el a szemöldök. A fogsor kissé előreálló. A bőrszín sárgás tónusú. A haj fekete, egyenes.

### Szibrid rassz
Alacsony-közepes növés, markáns, esetlen alkat jellemzi. Szívós, jól bírja az éhezést és a hideget. Közepes koponyahossz. A homlok mérsékelten kidomborodó, keskeny, lankás. Az arc széles, de magas is. A járomcsontok profilból mérsékelten kiállók. Gyakori a pisze orr, de lehet hajlott is. Világos, rózsaszínes bőr. A szemszín világosbarna, de gyakori a kék- és szürke szem is. Két változata létezik: nyugat-szibrid és kelet-szibrid. A nyugat-szibrid esetében gyakoribb a világos haj- és szemszín, a koponyahossz is rövidebb. A kelet-szibrid arca nagy, markáns, gyakran az eszkimidére emlékeztető. Egész Észak-Ázsiában jelen van.

### Délmongoloid rassz
Délkelet-Ázsia népei, a dél-kínaiak, thaiok, burmaiak, kambodzsaiak, laosziak, filippinók, indonézek tartoznak ehhez a típushoz. Alacsony, egyes csoportoknál esetlen alkatú. Középhosszú koponya jellemző. Az arc főleg a férfiaknál alacsony, az állkapocs mérsékelten széles. Az orr mérsékelten széles, az orrhát alacsony, gyakran pisze. Mongolredő nincs vagy minimális mértékű. Az arc nem túl lapos; a járomcsont kerek, a száj mérsékleten előre ugró, az ajkak teltek. A bőrszín világosbarna, némi sárgás árnyalattal. A haj fekete vagy feketésbarna, gyakran hullámos, a szem szintén sötét.

### Amerindid rassz
- - Szilvid
  - Brazilid
  - Margid
  - Pampid
  - Pacifid
  - Andid
  - Centralid
  - Lagid
  - Fuegid

### Turáni
A mongoloid- és az europid átmeneti rasszának tartják számon, ám az orr viszonylag keskeny és kiemelkedik az arc síkjából.
Jellemző a közepes testmagasság. A nemi kétalkatúság enyhe, bár a nőknél erősebbek a mongoloid jegyek. A fej rövid és közepesen széles. A mongolredő ritka, de a szemrés kissé ferde. Színkomplexió sötét.
Leggyakoribb Közép-Ázsia sztyeppéin, Kelet-Európa tatárjainál, az Észak-Kaukázuson, a Dobrudzsában és Bulgária egy részén. Magyarországon is gyakori, a kunoknál és a palócoknál.